# ワイルド・イン・ザ・ストリーツ
『ワイルド・イン・ザ・ストリーツ』（邦題・Wild In The Streets、原題・Slippery When Wet）は、アメリカのロックバンド、ボン・ジョヴィの3枚目のスタジオ・アルバム。1986年8月25日に日本フォノグラムから発売された。

## 解説
前作『7800°ファーレンハイト』からおよそ1年4ヶ月ぶりとなるスタジオ・アルバム。プロデューサーにブルース・フェアバーン（Bruce Fairbairn）を迎えて制作された。また、楽曲制作にデズモンド・チャイルド（Desmond Child）が初参加した作品となった。
アルバム製作に当たり30曲ほどの曲を用意し、収録曲の選曲に関しては彼らの地元ニュージャージー州やニューヨーク州の10代の若者に曲を聴かせた反応を参考にしたという。
リリース後、ボン・ジョヴィ初となる全米ビルボードチャート1位を獲得。その後8週間チャート1位をキープした。また、シングルも「禁じられた愛」（You Give Love A Bad Name ）と「リヴィン・オン・ア・プレイヤー」（Livin' On A Prayer）が全米ビルボードシングルチャート1位となった。
アメリカだけでも1,200万枚をセールスし、トータルでは2,800万枚セールスしたとされており、ボン・ジョヴィは一躍世界にその名が知れ渡ることになった。
1998年11月18日には『ワイルド・イン・ザ・ストリーツ・スペシャル・リミテッド・エディション 2CDセット』（Wild In The Streets Special Limited Edition 2CD Set）が発売された。
2010年6月23日には、『ワイルド・イン・ザ・ストリーツ+ライヴ・トラックス』（Wild In The Streets+Live Tracks）が発売された。
2025年2月28日、未発表の別ミックスやライヴ音源などをボーナストラックとして収録した『Slippery When Wet (Deluxe Edition)』がデジタル配信及び輸入盤CD/LPで発売された。また2025年5月21日には、『夜明けのランナウェイ』（UICY-80581）、『7800°ファーレンハイト』（UICY-80583）、『ワイルド・イン・ザ・ストリーツ』（UICY-80585）の初期3作品が、SHM-CD2枚組／7インチ紙ジャケット仕様の初回生産限定盤デラックス・エディションとして日本限定で発売された。

### アルバム・タイトル
原題が『Slippery When Wet』と決まる前には、タイトル候補として『ウォンテッド・デッド・オア・アライヴ』（Wanted Dead Or Alive）があり、ディスクジャケットも作成されていた。その他『ガンズ・アンド・ローゼズ』（Guns N' Roses）もタイトル候補であったが、既に同名のバンド（ガンズ・アンド・ローゼズ）が存在していることを知り、最終的に『Slippery When Wet』を採用したことを後にジョン・ボン・ジョヴィ（Jon Bon Jovi）がインタビューで述べている。
邦題にはアルバム収録曲である『ワイルド・イン・ザ・ストリーツ』が採用された。

### アートワーク
当初は、アルバム・タイトルが書かれている濡れたTシャツを着た女性の胸部のアートワークが使用される予定であったが、過激であるという意見やピンクで縁どられたジャケットをメンバーが気に入らなかったという理由もあり差し替えられた。代わりに水をかけられたゴミ袋にジョンが指でSlippery When Wetと書いたものが採用された。
日本盤はオリジナルのアートワークが使用されている。

## 収録曲
| #   | タイトル                                                       | 作詞・作曲                                                         | 時間 |
| --- | -------------------------------------------------------------- | ------------------------------------------------------------------ | ---- |
| 1.  | 「レット・イット・ロック」(Let It Rock)                        | ジョン・ボン・ジョヴィ、リッチー・サンボラ                         | 5:27 |
| 2.  | 「禁じられた愛」(You Give Love A Bad Name)                     | ジョン・ボン・ジョヴィ、リッチー・サンボラ、デズモンド・チャイルド | 3:42 |
| 3.  | 「リヴィン・オン・ア・プレイヤー」(Livin' On A Prayer)         | ジョン・ボン・ジョヴィ、リッチー・サンボラ、デズモンド・チャイルド | 4:09 |
| 4.  | 「ソシアル・ディジーズ」(Social Disease)                       | ジョン・ボン・ジョヴィ、リッチー・サンボラ                         | 4:18 |
| 5.  | 「ウォンテッド・デッド・オア・アライヴ」(Wanted Dead Or Alive) | ジョン・ボン・ジョヴィ、リッチー・サンボラ                         | 5:08 |
| 6.  | 「レイズ・ユア・ハンズ」(Raise Your Hands)                     | ジョン・ボン・ジョヴィ、リッチー・サンボラ                         | 4:16 |
| 7.  | 「ウィズアウト・ラヴ」(Without Love)                           | ジョン・ボン・ジョヴィ、リッチー・サンボラ、デズモンド・チャイルド | 3:30 |
| 8.  | 「アイド・ダイ・フォー・ユー」(I'd Die For You)                | ジョン・ボン・ジョヴィ、リッチー・サンボラ、デズモンド・チャイルド | 4:30 |
| 9.  | 「ネヴァー・セイ・グッドバイ」(Never Say Goodbye)              | ジョン・ボン・ジョヴィ、リッチー・サンボラ                         | 4:48 |
| 10. | 「ワイルド・イン・ザ・ストリーツ」(Wild In The Streets)        | ジョン・ボン・ジョヴィ                                             | 3:54 |

### 『ワイルド・イン・ザ・ストリーツ・スペシャル・リミテッド・エディション 2CDセット』（Wild In The Streets Special Limited Edition 2CD Set）
| #  | タイトル                                                                                                 | 作詞 | 作曲・編曲 | 備考                                                                         |
| -- | --- | ---- | ---------- | ---------------------------------------------------------------------------- |
| 1. | 「ウォンテッド・デッド・オア・アライヴ（ライヴ）」(Wanted Dead Or Alive (Live At Wembley Stadium, 1995)) |      |            |                                                                              |
| 2. | 「リヴィン・オン・ア・プレイヤー（ライヴ）」(Livin' On A Prayer (Live/US 1987))                          |      |            |                                                                              |
| 3. | 「禁じられた愛（ライヴ）」(You Give Love A Bad Name (Live/US 1987))                                      |      |            |                                                                              |
| 4. | 「ワイルド・イン・ザ・ストリーツ（ライヴ）」(Wild In The Streets (Live At Wembley Stadium, 1995))        |      |            |                                                                              |
| 5. | 「ボーダーライン」(Borderline (Studio Outtake))                                                          |      |            | スタジオ音源                                                                 |
| 6. | 「エッジ・オブ・ア・ブロークン・ハート」(The Edge Of A Broken Heart (Studio Outtake))                    |      |            | スタジオ音源。映画『ファット・ボーイズの突撃ヘルパー』（Disorderlies）劇中歌 |
| 7. | 「ネヴァー・セイ・グッドバイ（ライヴ）」(Never Say Goodbye (Live Acoustic Version))                      |      |            | アコースティック・ライヴ・バージョン                                         |

### 『ワイルド・イン・ザ・ストリーツ+ライヴ・トラックス』（Wild In The Streets+Live Tracks）
| #   | タイトル                                                                        | 作詞 | 作曲・編曲 |
| --- | ------------------------------------------------------------------------------- | ---- | ---------- |
| 11. | 「禁じられた愛（ライヴ）」(You Give Love A Bad Name (live))                     |      |            |
| 12. | 「リヴィン・オン・ア・プレイヤー（ライヴ）」(Livin' On A Prayer (Live))         |      |            |
| 13. | 「ウォンテッド・デッド・オア・アライヴ（ライヴ）」(Wanted Dead Or Alive (Live)) |      |            |

### 『2025年 デラックス・エディション』(Slippery When Wet (Deluxe Edition))
| #  | タイトル | 作詞 | 作曲・編曲 | 備考           |
| -- | --- | ---- | ---------- | -------------- |
| 1. | 「ウォンテッド・デッド・オア・アライヴ（アコースティック・バージョン）」(Wanted Dead Or Alive (Acoustic Version))     |      |            |                |
| 2. | 「リヴィン・オン・ア・プレイヤー（リミックス）」(Livin' On A Prayer (Thank You Goodnight Remix))                      |      |            | 未発表音源     |
| 3. | 「レイズ・ユア・ハンズ（エクステンド・ミックス）」(Raise Your Hands (Extended Obie O'Brien Mix))                      |      |            | 未発表音源     |
| 4. | 「ワイルド・イン・ザ・ストリーツ（ライヴ）」(Wild In The Streets (Live at Cincinnati Gardens, March 18, 1987))        |      |            | 未発表ミックス |
| 5. | 「リヴィン・オン・ア・プレイヤー（ライヴ）」(Livin' On A Prayer (Live at Cobo Arena Detroit, March 11, 1987))         |      |            | 未発表音源     |
| 6. | 「ウォンテッド・デッド・オア・アライヴ（ライヴ）」(Wanted Dead Or Alive (Live at Cobo Arena Detroit, March 11, 1987)) |      |            | 未発表ミックス |
| 7. | 「レット・イット・ロック（ライヴ）」(Let It Rock (Live at Nassau Coliseum, August 9, 1987))                           |      |            | 未発表音源     |

### 『2025年 デラックス・エディション』(UICY-80585)
| #   | タイトル | 作詞 | 作曲・編曲 | 備考 |
| --- | --- | ---- | ---------- | ---- |
| 1.  | 「ワイルド・イン・ザ・ストリーツ（ライヴ・イン・シンシナティ／1987年 シンシナティ・ガーデンズ）」(Wild In The Streets (Live In Cincinnati))                               |      |            |      |
| 2.  | 「リヴィン・オン・ア・プレイヤー（ライヴ・イン・シンシナティ／1987年 シンシナティ・ガーデンズ）」(Livin' On A Prayer (Live In Cincinnati))                                |      |            |      |
| 3.  | 「禁じられた愛（ライヴ・イン・シンシナティ／1987年 シンシナティ・ガーデンズ）」(You Give Love A Bad Name (Live In Cincinnati))                                            |      |            |      |
| 4.  | 「ウォンテッド・デッド・オア・アライヴ（ライヴ・イン・デトロイト／1987年 コーポ・アリーナ／デトロイト）」(Wanted Dead Or Alive (Live In Detroit))                         |      |            |      |
| 5.  | 「リヴィン・オン・ア・プレイヤー（ライヴ・イン・デトロイト／1987年 コーポ・アリーナ／デトロイト）」(Livin' On A Prayer (Live In Detroit))                                 |      |            |      |
| 6.  | 「レット・イット・ロック（ライヴ・イン・NY／1987年 ナッソー・コロシアム）」(Let It Rock (Live In NY))                                                                     |      |            |      |
| 7.  | 「禁じられた愛（ライヴ・イン・ミルトン・キーンズ／1993年 ミルトン・キーンズ・ナショナル・ボウル）」(You Give Love A Bad Name (Live In Milton Keynes))                     |      |            |      |
| 8.  | 「リヴィン・オン・ア・プレイヤー（ライヴ・イン・ミルトン・キーンズ／1993年 ミルトン・キーンズ・ナショナル・ボウル）」(Livin' On A Prayer (Live In Milton Keynes))         |      |            |      |
| 9.  | 「ウォンテッド・デッド・オア・アライヴ（ライヴ・イン・ミルトン・キーンズ／1993年 ミルトン・キーンズ・ナショナル・ボウル）」(Wanted Dead Or Alive (Live In Milton Keynes)) |      |            |      |
| 10. | 「ワイルド・イン・ザ・ストリーツ（ライヴ・イン・タンパ／1993年 タンパ・サンドーム）」(Wild In The Streets (Live In Tampa))                                                |      |            |      |
| 11. | 「ネヴァー・セイ・グッドバイ（アコースティック・ライヴ・イン・マイアミ／1993年 マイアミ・アリーナ）」(Never Say Goodbye (Acoustic Live In Miami))                         |      |            |      |

## タイアップ
禁じられた愛(You Give Love A Bad Name)
- 日清食品「カップヌードル」CMソング（2010年）。替え歌で起用された。映像は1995年の ウェンブリー・スタジアム公演の模様が使用された。

リヴィン・オン・ア・プレイヤー(Livin' On A Prayer)
- 富士フイルム「AXIA」CMソング。CMにはメンバーも出演した。
- 2003年に公開された映画『チャーリーズ・エンジェル フルスロットル』（Charlie's Angels: Full Throttle）劇中歌。
- アサヒ飲料「颯」CMソング（2023年）。替え歌で起用された。

ウォンテッド・デッド・オア・アライヴ(Wanted Dead Or Alive)
- 1991年にアメリカで公開された映画（日本は1992年公開）『ハーレーダビッドソン&マルボロマン』（Harley Davidson and the Marlboro Man）オープニングテーマ。
- 2007年にアメリカで公開された映画（日本は2008年公開）『団塊ボーイズ』（Wild Hogs）劇中歌[11]。

## エピソード
「リヴィン・オン・ア・プレイヤー」(Livin' On A Prayer)に関して、当初は楽曲の出来をジョンが気に入っておらずアルバム収録を見送ろうとしたが、リッチー・サンボラ（Richie Sambora）はヒットすると感じており、再レコーディングしてアルバム収録することになったという。なお、再レコーディング前の同曲のデモ音源が、ボックス・セット『ザ・プレミア・コレクション 〜100,000,000 ボン・ジョヴィ・ファンズ・キャント・ビー・ロング』DISC4の隠しトラックとして収録されている。